# Будинок інвалідів (Новочеркаськ)
Будинок інвалідів (рос. Дом инвалидов) — будівля в місті Новочеркаську Ростовської області (Росія). Побудована для осіб з інвалідністю, в пам'ять про Франко-російську війну 1812 року. Нині будівля займає факультет геології та нафтогазової справи Південно-Російського державного політехнічного університету.

## Історія
Будівля (Будинок інвалідів) на розі сучасних вулиць Богдана Хмельницького та Троїцької міста Новочеркаська побудована до відзначення 100-річчя Франко-російської війни 1812 року.
В роки Франко-російської війни 1812 року Донські козаки під командуванням отамана Матвія Івановича Платова вкрили славою військо Донське. На честь ювілею війни з французами було вирішено побудувати в Новочеркаську будинок для 25 осіб — людей з інвалідністю з нижніх чинів Війська Донського.
У ці роки по всій Росії вже функціонували будинки для ветеранів, які втратили здоров'я на військовій службі. На Дону це був перший подібний будинок. Для спорудження будинку проводився збір пожертвувань. На зібрані кошти було побудовано великий будинок у формі букви Е. Автором проекту був архітектор Сергій Іванович Болдирєв.
Через брак коштів будівлю не було облаштовано та оброблено зсередини, тому вона довго пустувала. Влітку 1917 року будинок самовільно зайняла Новочеркаська організація «Донський комітет хворих і калік воїнів». Ця організація займалася роботою з влаштування в Будинки інвалідів. Організація працювала в цьому будинку і в роки громадянської війни. Відомо, що за Наказом Всевеликому Війську Донському від 31 березня 1919 року урядник Митякинській станиці Андрій Авксентьевич Лобов був призначений почесним опікуном Будинку інвалідів Всевеликого Війська Донського.
У роки радянської влади будівля відійшла до Новочеркаського політехнічного інституту. У ньому розташовувалася кафедра металургії та металографії, лабораторії і учбові майстерні. В даний час будівля займає факультет геології та нафтогазового справи Південно-Російського державного політехнічного університету.

## Архітектурні особливості
Цегляна будівля Будинку інвалідів, побудована архітектором С. І. Болдирєвим виділяється своїми масивними колонами доричного ордера, врізаними в моноліт фасаду. Над парадним входом облаштована напівциркульна ніша з напівкруглим вікном. По обидві сторони зверху від входу знаходяться вінки Слави, під ними написані дві дати: 1812 і 1912 роки, пов'язані з ювілеєм — 100-річчя Вітчизняної війни 1812 року. Бічні крила портиків охоплюють будівлю.